# Jake Sullivan

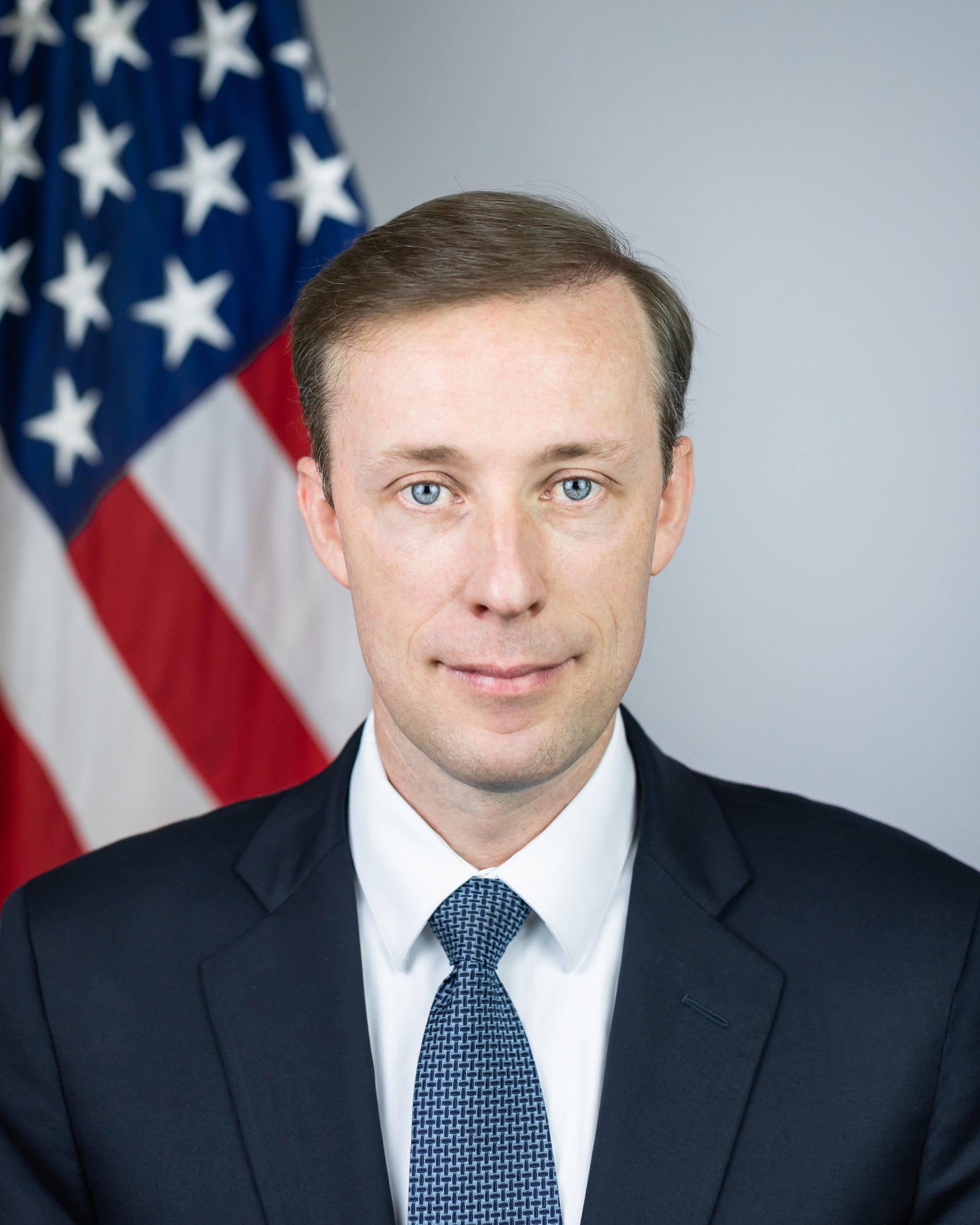
Jake Sullivan (2021)

Jacob Jeremiah „Jake“ Sullivan (* 28. November 1976 in Burlington, Vermont) ist ein US-amerikanischer Politikwissenschaftler und Jurist. Er war als Nationaler Sicherheitsberater des US-Vizepräsidenten und zuvor Director of Policy Planning während der Präsidentschaft Barack Obamas ein hoher amerikanischer Regierungsbeamter. Von 2021 bis 2025 war er Nationaler Sicherheitsberater im Kabinett Biden.

## Leben
Sullivans Vater arbeitete als Journalist für den Star Tribune und lehrte als Professor an der University of Minnesota, School of Journalism and Mass Communication, seine Mutter war Schulberaterin. Jake ging auf die Southwest High School in Minneapolis, Minnesota. Dann studierte er an der Yale University und erreichte dort 1998 den Bachelor of Arts für Politikwissenschaft mit Summa cum laude und Phi-Beta-Kappa-Ehren. Er bekam ein Rhodes-Stipendium für das Magdalen College in Oxford, wo er Internationale Beziehungen studierte. In Oxford gab er 2000 das Oxford International Review heraus und schloss mit einem Master of Philosophy ab. 2003 folgte an der Yale Law School der Juris Doctor. Später war er auch Gastprofessor an der Yale Law School. Er arbeitete zunächst bei der Anwaltskanzlei Faegre & Benson und dann als Berater für Senatorin Amy Klobuchar, die ihn mit Hillary Clinton bekannt machte.
Während der Präsidentschaftswahl in den Vereinigten Staaten 2008 bereitete er Clinton und Obama auf Debatten vor. Als Clinton das Außenministerium der Vereinigten Staaten (State Department) übernahm, wurde er ihr Vizepersonalchef. Er bereiste mit ihr 112 Länder, während der Nukleargespräche mit dem Iran war er Berater. Vom 4. Februar 2011 bis 15. Februar 2013 folgte er Anne-Marie Slaughter nach als Director of Policy Planning im Außenministerium. Zwischen dem 26. Februar 2013 und dem 1. August 2014 war er Nationaler Sicherheitsberater von Vizepräsident Joe Biden.
Danach diente er wieder Hillary Clinton als außenpolitischer Chefberater in ihrer Wahlkampagne 2016. Sullivan wurde bekannt durch viele der E-Mails Hillary Clintons, die durch WikiLeaks enthüllt wurden. Darin fragte Sullivan etwa, ob der Plan von Martin O’Malley für eine saubere Energieversorgung bis 2050 realistisch sei. Nach der Wahl gab er sich eine gewisse Verantwortung für Clintons Niederlage.
Danach ging Sullivan 2017 zur Beratungsgesellschaft Macro Advisory Partners, für die er auch Uber beriet. Er ist Senior Fellow des Carnegie Endowment for International Peace.
Sullivan ist mit Maggie Goodlander verheiratet, einer früheren Beraterin der Senatoren Joe Lieberman und John McCain sowie Abgeordneten im Repräsentantenhaus der Vereinigten Staaten.

## Politische Kritik
Während Joe Biden Sullivan als „intellektuelles Ausnahmetalent“ und „potentiellen künftigen Präsidenten“ bezeichnete, zieht dieser regelmäßig heftige Kritik republikanischer Politiker und Medien auf sich. Sie reicht von der Mitverantwortung des State Departments für den Bengasi-Anschlag bis zum chaotisch verlaufenen Abzug der US-Truppen aus Afghanistan im August 2021. Seine Entlassung wird daher immer wieder gefordert, vereinzelt auch von demokratischer Seite.

## Auszeichnungen (Auswahl)
- Kommandeur mit Großkreuz des Nordstern-Ordens (2024)[15]